# アナス・サラー＝エディン
アナス・サラー＝エディン（Anass Salah-Eddine、2002年1月18日 - ）は、オランダ・アムステルダム出身のサッカー選手。ASローマ所属。ポジションはディフェンダー。

## クラブ経歴
2018年にAZアルクマールからアヤックス・アムステルダムの下部組織へ移籍し、2019-20シーズンからヨング・アヤックスで出場機会を掴み始めた。
2022年8月1日、2022-23シーズンはFCトゥウェンテへレンタル移籍することが決定した。
2025年2月4日、ASローマに移籍した。

## 代表経歴
オランダとモロッコの国籍を保有しているが、2017年からオランダの世代別代表でプレーしている。2019年以降長らく代表から遠ざかっていたが、2023年3月25日、U-21ノルウェー代表との試合で2年ぶりに世代別代表へ復帰した。